# (7679) Asiago
(7679) Asiago ist ein Asteroid des mittleren Hauptgürtels, der am 15. Februar 1996 am italienischen Osservatorio Astronomico di Asiago Cima Ekar (IAU-Code 098), einer Außenstelle des Osservatorio Astrofisico di Asiago, auf der Hochebene von Asiago von den italienischen Astronomen Ulisse Munari und Maura Tombelli in Italien entdeckt wurde.
Der Asteroid wurde nach der italienischen Gemeinde Asiago in der Provinz Vicenza der Region Venetien benannt, die für den gleichnamigen Hartkäse (Asiago) mit geschützter Ursprungsbezeichnung (D.O.P.) berühmt ist.
Der Himmelskörper gehört zur Eunomia-Familie, einer nach (15) Eunomia benannten Gruppe, zu der vermutlich fünf Prozent der Asteroiden des Hauptgürtels gehören.